# マルコ・キッティ

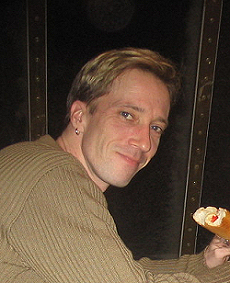
マルコ・キッティ (2006)

マルコ・キッティ（フィンランド語: Marko Kitti、1970年7月11日 - ）は、フィンランドの作家。これまでにフィクションの作品を4冊刊行し、2008年のルーネベリ賞候補になった。トゥルク出身。

## 著書
- Kottarainen - 2001年 短編集 ISBN 952-9619-82-0
- Viidakko - 2003年 長編 ISBN 952-9619-85-5
- Meidän maailma - 2008年 長編 ISBN 978-952-9619-92-4
- Isiä ja poikia - 2010年 短編集 ISBN 978-952-9619-95-5